# Anne-Charlotte de Crussol de Florensac d'Aiguillon
Pour les autres membres des familles, voir Maison de Crussol et Duc d'Aiguillon.
Anne-Charlotte de Crussol de Florensac, duchesse d'Aiguillon, née en 1700, morte en 1772, est une dame de la cour de Louis XV. Réputée pour son esprit, femme de lettres, traductrice, elle tient un salon littéraire et est liée avec Montesquieu, les philosophes et les Encyclopédistes. C'est à elle que Montesquieu confie le manuscrit des Lettres persanes pour juger de leur publication.

## Biographie

### Famille

Armes des Crussol.

Anne-Charlotte de Crussol de Florensac est la fille de Louis de Crussol (v.1645-1716), marquis de Florensac, maréchal de camp, et de Marie-Thérèse-Louise de Senneterre de Châteauneuf vicomtesse de L'Estrange et de Cheylane. Saint-Simon dit dans ses mémoires de sa mère qu'elle était « la plus belle femme qui fut peut-être en France ». 
La jeunesse d'Anne-Charlotte est marquée par un goût prononcé pour l'étude des sciences ; elle parle couramment plusieurs langues.

Armes du duc d'Aiguillon.

Elle épouse à 18 ans le 22 août 1718, Armand Louis de Vignerot du Plessis (1683-1750), duc d’Aiguillon, pair de France, homme de lettres, membre de l'Académie des sciences. Elle est la mère d'Emmanuel Armand de Vignerot du Plessis (1720-1788), futur général et secrétaire d'État. En 1731, elle devient la troisième duchesse d'Aiguillon. 

### Salon littéraire à Paris
La duchesse d'Aiguillon traduit diverses œuvres anglaises, notamment de Pope et Macpherson. Elle tient un salon littéraire dans son hôtel de la rue de l'Université, accueillant les philosophes, les économistes, les Encyclopédistes. Elle est réputée comme femme d'esprit et est devenue incontournable dans le milieu littéraire parisien,. Elle est l'amie de Montesquieu, de Voltaire, d'Elisabet Planström et des philosophes. 
Elle fait partie des invités des salons littéraires et des fêtes des Grandes Nuits de Sceaux de la duchesse du Maine, dans le cercle des Chevaliers de l'Ordre de la Mouche à Miel, au Château de Sceaux.

### Salon à Bordeaux; lesLettres persanes
Soucieuse de ses intérêts, la duchesse d'Aiguillon surveille ses domaines et se rend souvent en Guyenne, à Aiguillon. Elle suit de très près, à la place de son mari, les nombreux procès à l'encontre du duché d'Aiguillon et stimule les procureurs et les avocats. Elle en profite pour faire salon le soir à Bordeaux, ou voir son ami Montesquieu à La Brède. 
Peu avant de mourir, Montesquieu lui confie le manuscrit corrigé des Lettres persanes en lui disant : « Consultez avec mes amis, et jugez si ceci doit paraître ».

### Retraite
Après la mort de son mari en 1750, devenue duchesse douairière, elle se désintéresse du duché qui est revenu à son fils Emmanuel Armand. Elle passe la fin de sa vie dans sa maison de Rueil et dans son hôtel du faubourg Saint-Germain.
Elle est morte d'apoplexie en 1772 dans un bain pris à la suite d'une indigestion,.

## Opinion de ses contemporains
Sa physionomie avenante l'avait fait surnommer « la bonne duchesse d'Aiguillon ». Mais la maréchale de Mirepoix disait à son propos : « une caresse de la duchesse douairière d'Aiguillon était aussi dangereuse qu'une morsure du duc d'Ayen ». 
Le duc de Saint-Simon dit qu'elle a « l'art de gagner force procès, de faire une riche maison et de dominer avec empire sur les savants et les ouvrages d'esprit, qu'elle a accoutumés à ne pouvoir se passer de son attache, et les compagnies les plus recherchées à l'admirer, quoique assez souvent sans la comprendre ».
Madame du Deffand raille son physique irrégulier et ses rondeurs mais lui reconnaît de la beauté. Elle la juge impétueuse, vive et désordonnée.
Voltaire et Montesquieu l'appellent généralement « la grosse duchesse » mais reconnaissent son esprit, sa bonté et son humeur joyeuse.

## Œuvres
- Trad. de l'Épître d'Héloïse à Abélard, par Alexander Pope, Paris, Tilliard, 1758.
- Trad. de Carthon, traduit de l'anglois de Macpherson par Madame de *** [François-Louis-Claude Marin et Anne-Charlotte de Crussol-Florensac, duchesse d'Aiguillon], Londres [Paris], 1762.